# Клевезаль, Галина Александровна
Галина Александровна Клевезаль (27 мая 1939— 11 июля 2021) — биолог, специалист в области зоологии морских млекопитающих и онтогенезу, доктор биологических наук, ведущий научный сотрудник Института биологии развития им. Н. К. Кольцова РАН, известный специалист по определению возраста млекопитающих, пионер в области исследования регистрирующих структур.

## Биография
Галина Александровна родилась в Москве. Отец Александр Петрович Клевезаль (1908 — 1940), художник-график и инженер, автор научных работ по оптике, умер в 1940 году, и воспитанием дочерей занималась мать Екатерина Фёдоровна Клевезаль (Орлина) (1901 — 1984), дочь Ф.Я. Орлина, священника села Солодча, учительница. Муж Галины Александровны — доктор биологических наук Михаил Валентинович Мина. С ним Галина Александровна познакомилась ещё в Кружке юных биологов Московского зоопарка в 1950-е годы.
В 1953 году любознательная школьница, ученица 8-го класса Галя Клевезаль пришла в знаменитый КЮБЗ, что послужило весьма важной ступенью в ее формировании как исследователя. Окончив с золотой медалью среднюю школу, Галина Александровна в том же 1956 году поступила на биолого-почвенный факультет МГУ, выбрав для специализации кафедру зоологии позвоночных, которой руководил выдающийся советский эколог профессор Н.П. Наумов. К пятому курсу она уже знала, что хочет заниматься морскими млекопитающими и после практики у Е. В. Карасёвой попала по её рекомендации в лабораторию крупного териолога С. Е. Клейненберга. Именно в этой лаборатории Г. А. Клевезаль работала всю дальнейшую жизнь: её оформили на работу в Институт морфологии животных им. А. Н. Северцова в 1960 году.
В 1961 году, по окончании университета, (ещё при ученике Н. К. Кольцова Г. К. Хрущове) Г.А. Клевезаль была принята на работу в Лабораторию биологии морских млекопитающих Института морфологии животных им. А.Н. Северцова, руководимую проф. С.Е. Клейненбергом. В 1968 г. эта лаборатория вошла в состав Института биологии развития, и на ее основе была сформирована Лаборатория постнатального онтогенеза, которой сначала заведовал сам Клейненберг, а позднее — А.В. Яблоков.

## Вклад в науку
Будучи сначала младшим, а потом старшим и, наконец, ведущим научным сотрудником Института биологии развития, Галина Александровна разрабатывала созданное ею направление зоологии, связанное с углубленным изучением онтогенеза, роста и развития животных по результатам анализа структуры слоев, образующихся в тканях зубов и кости.  В 1966 году в возрасте 27 лет Г.А. Клевезаль успешно защитила кандидатскую диссертацию, предложив революционный способ определения возраста млекопитающих по слоям дентина и в периостальной кости, а в 1987 г. защитила докторскую диссертацию "Регистрирующие структуры млекопитающих" и в дальнейшем оставалась признанным лидером и авторитетом в этой области, как в России, так и за рубежом. Именно она ввела в научный обиход термин регистрирующие структуры. Разработка и изучение методов определения (в том числе прижизненного) возраста животных, с необходимой точностью и при этом достаточно просто, стало основной областью её интересов. Её книга "Определение возраста млекопитающих по слоистым структурам зубов и кости" (Изд-во «Наука», М., 1967, 142 с.) с предисловием С. Е. Клейненберга была дважды переведена на английский язык. Работы Г. А. Клевезаль дали ценную методику зоологам, охотоведам, специалистам по охране природы, экологам, морфологам и популяционным биологам, она стала важным инструментом оценки состояния ресурсов. Методика Клевезаль стала широко известной, а лаборатория постнатального онтогенеза превратилась в своеобразный центр по обучению зоологов определению возраста млекопитающих. К началу 1980‑х годов встал вопрос как как считать линии склеивания так, чтобы получались сопоставимые данные. В июне 1984 года на базе Института биологии развития Галина Александровна организовала всесоюзную конференцию «Регистрирующие структуры и определение возраста млекопитающих (Унификация методов определения возраста, оценка динамики численности млекопитающих)». На конференции, куда съехались специалисты, использовавшие методику Клевезаль, со всего Союза, Галиной Александровной было организовано взаимное обучение.
После Чернобыльской катастрофы Г.А. Клевезаль занималась освоением метода определения накопленных доз радиации по эмали зубов, работая в тесном сотрудничестве с физиками и медиками. Естественно, основной задачей было определение накопленных доз радиации у человека, но Галина Александровна, используя тот же метод, выполнила интереснейшее исследование по северным оленям Новой Земли и Таймыра и по белым медведям.
Один из основателей «Совета по морским млекопитающим», Галина Александровна Клевезаль — автор более 160 научных работ, в том числе нескольких монографий, посвященных определению возраста и особенностей роста и развития млекопитающих по слоистым структурам зубов и кости. Публикуя работы в российских и иностранных изданиях и участвуя в международных исследованиях, Г. А. Клевезаль не прекращала активно заниматься наукой. Последние годы Галина Александровна посвятила изучению так называемой «зоны спячки» в резцах грызунов, позволяющей с точностью до дня определить, когда животное вышло из спячки и, по-видимому, достаточно точно судить о самом ходе гибернации.

## Избранные публикации

### Монографии и диссертации
- Клевезаль Г. А. Возрастные изменения в структуре дентина, цемента и периостальной зоны кости млекопитающих: диссертация ... кандидата биологических наук : 03.00.00. — Москва, 1966. — 219 с.
- Клевезаль Г. А., Клейненберг С. Е. Определение возраста млекопитающих по слоистым структурам зубов и кости; АН СССР. Ин-т морфологии животных им. А. М. Северцова. — Москва : Наука, 1967. — 144 с.
- Мина М. В., Клевезаль Г. А. Автобиографии животных. (Новое в жизни, науке, технике. Серия «Биология» 10). Москва : Знание, 1970. — 32 с.
- Мина М. В., Клевезаль Г. А. Рост животных : Анализ на уровне организма. М.: АН СССР, Науч. совет по проблеме «Закономерности индивидуального развития животных и управления процессами онтогенеза». — Москва : Наука, 1976. — 291 с. : ил.; 25 см. — (Проблемы биологии развития).
- Клевезаль Г. А. Регистрирующие структуры млекопитающих : диссертация ... доктора биологических наук : 03.00.08. — Москва, 1987. — 322 с.
- Клевезаль Г. А. Регистрирующие структуры млекопитающих в зоологических исследованиях. М. Наука. 1988. — 285 с.
- Klevezal G. A., 1996. Recording structures of mammals. Determination of age and reconstruction of life history. A. A. Balkema, Rotterdam. 274 p.
- Клевезаль Г. А. Принципы и методы определения возраста млекопитающих. Principles and methods of age determination of mammals. / Российская акад. наук, Ин-т биологии развития им. Н. К. Кольцова. — Москва : Товарищество науч. изд. КМК, 2007. — 282 с.  ISBN 978-5-87317-355-6[6][7]

## Отзывы современников
Свободно владея английским языком и будучи весьма общительным и контактным человеком, она чрезвычайно плодотворно сотрудничала с зарубежными коллегами, прежде всего с американскими и польскими зоологами, проведя с ними ряд совместных исследований и подготовив несколько совместных публикаций. Помимо таланта ученого, все знавшие Г. А. Клевезаль коллеги и друзья отмечали ее замечательные человеческие качества:
Помимо могучего таланта и неиссякаемой энергии ученого-исследователя, коллеги и друзья отмечали ее замечательные человеческие качества: внимание к людям, скромность и доброжелательность, милосердие и отзывчивость, готовность поддержать, прийти на помощь в трудную минуту. Все знавшие ее искренне и глубоко ее любили и гордились общением с нею. — Э. В. Ивантер.
Галя — это, конечно, существо особое, редко встречающееся в человеческом обиходе. Для меня она такой нравственный ориентир: если она говорит о чем-то, что это плохо, значит, так и есть, и этим не надо заниматься. Всю жизнь, сколько я ее знал, ее мнение по каким-то ключевым моментам было решающим, и в отношениях с людьми тоже. Бывают люди, которые являются моральными ориентирами, и Галя – из них. Она младше меня, она была моей подчиненной, но с точки зрения морали и нравственности она для меня авторитет номер один. И мне, конечно, очень повезло, что она была рядом со мной в лаборатории. — А. В. Яблоков.